# Ručna obrada
Ručna obrada je obrada materijala koja koristi alat uz snagu mišića. Alat je sredstvo kojim mijenjamo oblik sirovcu, dok se za upravljanje alatom radnik koristi svojom snagom. Osnovni element svih alata za obradu skidanjem strugotine je klin. On svojim vrhom ulazi u materijal i odvaja mu sitne dijelove (strugotinu) ili ga samo dijeli (sječe, razdvaja). To ovisi o smjeru ulaza klina u materijal.

## Rezanje ili sječenje
Rezanje (sječenje, razdvajanje) je postupak ručne obrade metala kod kojeg oštrica alata okomito ulazi u materijal obratka velikom silom, koja uzrokuje popuštanje materijala i lom. Dolazi do naprezanja materijala koji se plastično deformira. Kod dovoljno velike sile, naprezanje na odrez u materijalu će jako narasti, materijal počinje popuštati (stanjuje se) i po liniji sječenja dolazi do deformacija. Sila sječenja dijeli na dva alata jedan iznad, a drugi ispod materijala. Ta dva alata su oštrica i kalup (matrica) ili gornji i donji nož, između kojih je minimalna zračnost (razmak), koja omogućuje lom materijala. Dimenzija zračnosti (razmaka) obično iznosi od 2 do 10 % debljine materijala i ovisi o nekoliko čimbenika (debljina materijala, vrsta materijala, svojstva postupka rezanja). Na kraju se materijal (lim, žica, traka) lomi u dva dijela. Rezanje služi za djeljenje materijala na manje dijelove, koji će se kasnije dalje obrađivati i rez je ravan.
Izgled reza sječenog materijala se mijenja dubinom reza i vidljiv je na rubu rezanog materijala. Kada oštrica ili nož prodru u materijal, on se plastično deformira i zaobli rub materijala. Pri daljnjem prodiranju alata u materijal, rezanje rezultira u okomitu poliranu zonu materijala. Rub je ravan i potpuno gladak. Napokon naprezanje postaje preveliko i materijal puca pod kutom. Površina je hrapava i gruba. Zbog velikog naprezanja i naglog popuštanja na rubu se stvara mali oštri greben ili srh. Visina svake od ovih podjela reza ovisi o više čimbenika, kao kuta oštrice noža, zračnosti alata, materijalu.

## Piljenje
Piljenje je postupak obrade odvajanjem čestice koji se upotrebljava kod odsijecanja ili dijeljenja materijala. Prema načinu gibanja alata, piljenje se dijeli na pravocrtno i kružno piljenje. Sam alat se razlikuje po obliku; postoje kružne, tračne i lisne, kao i ravne te okvirne pile.

### Pravocrtno piljenje
Pravocrtno piljenje je postupak koji koristi lisne ili tračne pile kao alat. Glavno gibanje je pravocrtno i izvodi ga alat. Posmak može raditi alat ili obradak i uvijek je okomit na glavno gibanje. Lisne pile služe za ručno i strojno piljenje. Razlika je u obično dvostranom ozubljenju ručnih i jednostranom ozubljenju strojnih listova pile. Najjednostavnije su ručne pile kod kojih se list pile upinje u okvir, te se vijkom zateže (okvirna pila). Ubodne pile služe za ručnu obradu piljenja materijala. One spadaju u grupu ručnih alata s električnim pogonom.

#### Lisne pile
Strojne lisne pile služe za odrezivanje velikih obradaka. Obradak se učvrsti u stegi i pila se pusti u rad (glavno gibanje). Sama težina okvira lisne pile (ili s dodanim utegom) ostvaruje posmično gibanje. Oblik zubaca ovisi o vrsti materijala koji se pili, ali uvijek mora zadovoljiti kao i drugi rezni alati: čistoću reza, trajnost oštrice i sposobnost rezanja. Kutovi zubaca pile: prednji kut zubaca γ se kreće od 0º do 5º, a stražnji α od 30º do 40º.
Što je manja duljina piljenja ili promjer odabranog predmeta, to i zubi pile moraju biti manji. S njime i razmak između zuba mora biti manji. On se odabire s obzirom na količinu strugotine koja se mora smjestiti u međuprostor zubi i odvesti iz zasjeka (izravno ovisi o duljini piljenja). Što je duljina piljenja veća, veći moraju biti i razmaci među zubima. Vrijedi i obrnuto, tj. za male duljine piljenja možemo koristiti male zube i mali razmak među njima. Zupci svih pila su izvinuti (razvraćeni) prema van, odnosno izvan ravnine lista pile, tako da je širina piljenog dijela (propiljka) uvijek veća nego debljina lista pile. To koristimo da se spriječi trenje između lista pile i materijala koji pilimo, te moguće zaribavanje i oštećivanje alata obratka ili alatnog stroja. Razlikujemo više načina izvinuća (razvraćenja) zubaca: lijevo - desno, lijevo - desno – ravno, 3 lijevo - 1 ravno – 3 desno i valovito.

#### Tračne pile
Tračne pile služe isključivo za strojno piljenje. Izrađuju se u obliku čeličnih traka. Debljina traka je od 0,60 do 2 mm. Širina je od 6 do 40 mm. Alat (traka) se kod vodoravnih pila postavlja koso prema smjeru brzine rezanja. Tako se postiže jednolično rezanje svakog
zuba pile.

### Kružne pile
Kružne pile mogu biti radijalne (cirkulari) ili aksijalne (krunske). Kod radijalnih kružnih pila, alat za piljenje metalnih predmeta ne koriste se izvinuća (razvraćenja) zubaca, nego se ploča stanjuje prema sredini. Česta izvedba kružnih pila je s umetnutim zubima od kvalitetnijeg čelika ili tvrdih metala, što se najčešće koristi kod skupih listova pile velikih promjera.

## Bušenje
Bušenje je način strojne obrade odvajanjem čestica kojim se posebnim alatom (svrdlom) izrađuju valjkaste (cilindrične) rupe u obratku. Alat obavlja glavno rotacijsko gibanje i pravocrtno posmično gibanje koje mora biti u smjeru osi rotacije. Bušenje je povezano s predradnjom zabušivanja i naknadnim operacijama proširivanja, upuštanja, razvrtanja i izbušivanja. 
Zabušivanje je postupak označavanja središta rupe specijalnim svrdlima zabušivalima. Svrha zabušivanja je centriranje rupe kako ne bi spiralno svrdlo prilikom bušenja rupe napravilo otklon. Alati za zabušivanje su svrdla za centralni uvrt ili NC svrdla.
Proširivanje je postupak bušenja svrdlom većeg promjera od promjera već postojeće rupe. Proširivanja se može obaviti više puta, ali je preporučljivo da promjer svake sljedeće veće rupe bude između 50 % do 100 % veći od prethodne rupe.
Upuštanje je postupak obrade ulaza ili izlaza okrugle rupe. Upuštala su rezni alati koji se upotrebljavaju za proširivanje ulaza ili izlaza rupe, te za postizanje točnijeg oblika postojećih rupa. Režu kao i svrdla i izrađuju se s dvije, tri ili više reznih oštrica. Upuštanje je gruba obrada metala. Njima obrađujemo čelne plohe ravno ili pod kutom. Služe za proširivanje, upuštanje za glave vijka, obradu kosih krajeva rupe i za poravnavanje uzdignutih dijelova obratka.
Prema obliku i svrsi upuštala se dijele na:
- spiralna ili navojna upuštala,
- vratna upuštala,
- konusna upuštala,
- nasadna upuštala,
- jednostrana čelna upuštala,
- specijalna upuštala.

Razvrtanje je postupak fine (završne) obrade cilindrične rupe. Točnost dimenzije, geometrijski oblik i hrapavost površine koja se dobije nakon obrade svrdlom ne zadovoljava u većini slučajeva. Razvrtala su rezni alati koji se upotrebljavaju za završnu obradu rupe i služe za finu obradu već postojećih rupa, tj. za dotjerivanje glatkoće površine i postizanje veće točnosti izbušenih rupa (dosjed).
Urezivanje navoja u rupi je postupak izrade spiralnih utora u postojećoj rupi. Ureznica ulazi okomito u okruglu rupu određenim brojem okretaja, te određenim posmakom, koji mora odgovarati koraku navoja.
Bušilice su alatni strojevi kojima se pomoću alata za bušenje izrađuju okrugle rupe. Dijele se na: ručne bušilice, prijenosne električne bušilice, stolne bušilice, stolno stupne bušilice, stupne bušilice, redne bušilice, revolverske bušilice, viševretene bušilice, radijalne bušilice, vodoravne bušilice, bušilice glodalice, koordinatne bušilice, bušilice za duboko bušenje, bušilice za urezivanja navoja.

## Turpijanje
Turpijanje je postupak obrade odvajanjem čestica koji skida promjenjiv presjek strugotine. Postupak se koristi kao jedna od završnih obrada, kojim dovodimo obradak na točne mjere (skidamo dodatak za obradu). Alat je turpija (ručni alat s mnogo oštrica). Glavno gibanje je pravocrtno i obavlja se kad se turpija pomiče prema napred. Kako je turpijanje ručna obrada, dodatno turpiju treba opteretiti okomito na glavno gibanje, kako bi skidala strugotinu. Povratno gibanje je slobodno (bez pritiskivanja). Turpije se sastoje od dva dijela: radnog (tijelo turpije) koji je nazubljen (na kojem je nasjek ili zasjek) i nasadnog dijela (držalo). Drške su drvene ili plastične i u njima je klinastim vratom uklještena turpija (nasadni dio je utisnut u dršku). 
Turpije su pronađene u brončanom dobu (drevni Egipat). Do 1850. proizvodile su se isključivo ručno (zasijecanjem). To je zahtijevalo izrazitu strpljivost i preciznost. Čelik se kuje i zatim se oblikuje. Kovanjem oblika (zasjecanjem) dobiva se bolja struktura čelika. Udarci zasjeka izrađuju metalne zube. Ovisno o kutu zasjeka, veličini klina i sili udarca, ovisi finoća turpije. Zatim se pobruse; brušenje se upotrebljava samo za poravnavanje, kako bi svi zubi bili podjednaki. Današnje se sve turpije proizvode isključivo strojno. Postupak je sličan ručnoj izradi turpije, ali se zasjeci rade strojno i time se dobivaju kvalitetne turpije ujednačenih zubi. Izrađuju se od alatnih čelika, tako da se metalna šipka nasječe posebnim sjekačima na alatnim strojevima (batovima). Ovim se postupkom dobivaju klinaste oštrice (zubi turpije).

### Rezni kutovi turpije
Tipični kutovi zubiju turpije su:
- oko 20º slobodni (leđni, stražnji) kut α, a to je kut između slobodne (leđne) površine alata i obrađivane površine na obratku;
- oko 63 º kut oštrenja (kut klina, kut noža) β, a to je kut između slobodne (leđne) površine alata i prednje površine alata;
- od 5º do 7º prednji (radni, grudni) kut γ, a to je kut između prednje površine alata i okomice na obrađivanu površinu.

Manji zupci se dobivaju dvostrukim zasjekom. Kod ovakvog nasjeka, kutovi zubaca u odnosu na os turpije su : prvi nasjek pod 45º i drugi nasjek pod 75º. 

### Vrste turpija
Turpije se mogu podijeliti prema: finoći nasjeka, obliku poprečnog presjeka, obliku nasjeka, namjeni ili prema načinu izrade. Finoća nasjeka je u razredima i mjeri se u broju zubaca po 1 centimetru duljine: 0 – vrlo grube, 1 – grube, 2 – polugrube, 3 – polufine, 4 – fine i 5 – vrlo fine. 
Oblik poprečnog presjeka može biti: pravokutan, kvadratan, okrugli, trokutast, poluokrugli, nožast, sabljast. Oblik nasjeka može biti: jednostruki nasjek ili dvostruki nasjek (križni).
Namjena može biti: obrada metala i tvrdih materijala, obrada drva, kože, mekih metala (rašpe). Rašpe se dijele po finoći u razrede od 0 do 4. Način izrade je sjekačima ili glodalima.

## Brušenje
Brušenje je postupak obrade odvajanjem čestica koji skida promjenjiv presjek strugotine. Postupak se koristi kao jedan od završnih obrada, jer njime postižemo veliku točnost i kvalitetu površine. Brušenje može biti ručno i strojno. Osnovna svojstva brušenja su da nema geometriju alata (jer je oblik alata različit i neujednačen) i velike glavne brzine rezanja i spori posmaci. Osnova ručnog brušenja je što jednoličnije prelaženje brusnim sredstvom po površini obratka, kako bi se dobila ujednačena površina.

## Grecanje
Grecanje je precizna ručna metoda obrade metala odvajanjem strugotine, koja se koristi za točnost i preciznost završne obrade. Grecanje omogućuje odvajanje malih dijelića metala od površine ručnim alatom, posebno načinjenim za tu obradu. Primjenjuje se za obradu visokopreciznih površina vodilica i saonica alatnih strojeva, alatnih površina, ravnih ploha, kružnih površina kliznih ležajeva od bronce. Najčešća su tri tipa ručnog alata za grecanje:
- jednorezno grecalo: alat sličan dlijetu koristi se za grecanje ravnih površina, najčešće za pripasivanje, kod koje površina jednog dijela mora “savršeno” odgovarati na drugu, kliziti jedna po drugoj ili samo kao dekorativni dio;
- trokrako grecalo: alat koje se koristi za skidanje srha s rupa i za grecanje čahura kliznih ležajeva, koji su najčešće napravljeni od bronce ili nekih vrsta bijele kovine (legure za ležajeve);
- zaobljeno grecalo: alat za obradu dubokih blazinica kliznih ležaja.

Grecanje je jedina metoda koja može originalnu ravnu površinu jednog dijela stroja prenijeti na drugu, s velikom točnošću. Ostali načini obrade, kao brušenje ili lepanje, ne mogu prenijeti takvu točnost na veliku daljinu (površinu).